# Omni Air International
Omni Air International, LLC. es una aerolínea chárter de los Estados Unidos con sede en el Hangar 19, en las instalaciones del Aeropuerto Internacional de Tulsa, en Tulsa, Oklahoma, Estados Unidos. Está especializada en vuelos chárter de pasajeros y en arrendamiento húmedo tipo ACMI (aeronave, tripulación, mantenimiento y seguro). Omni Air International es miembro de la Civil Reserve Air Fleet como operador internacional de largo alcance. Omni Air International cuenta con un certificado de operación Parte 121 de la Administración Federal de Aviación (FAA) y está registrada en la Auditoría de Seguridad Operacional de la IATA (IOSA).
Omni Air International colabora con el Servicio de Inmigración y Control de Aduanas (ICE) en deportaciones controvertidas (a veces calificadas como de "alto riesgo"). Omni Air International ha sido acusada de incurrir en aumento abusivo de precios por su participación en vuelos de deportación.

## Historia

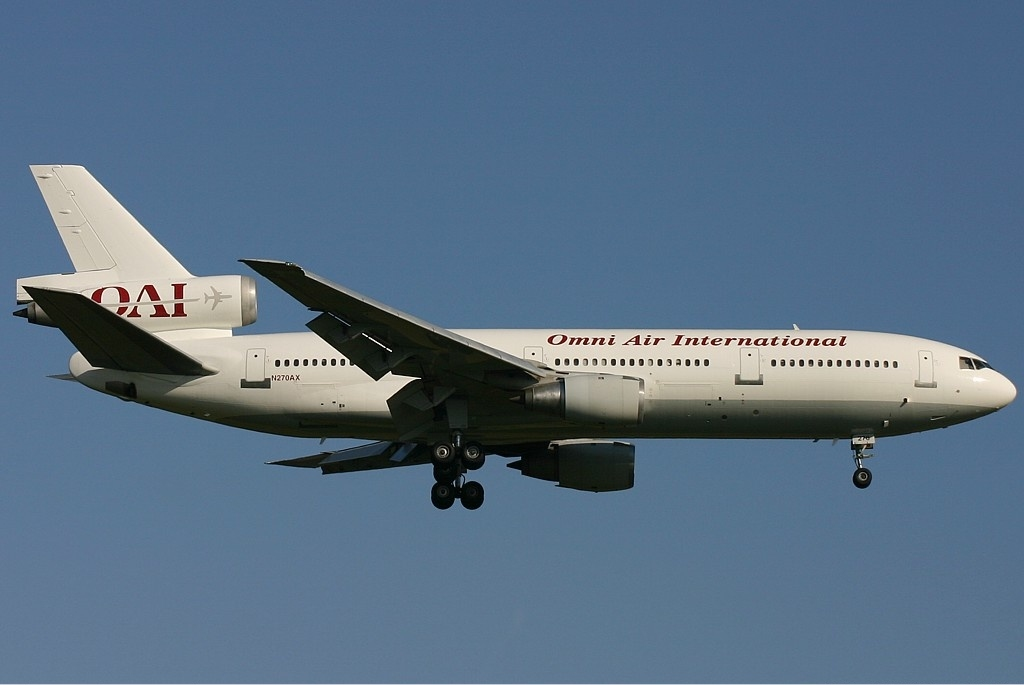
Un McDonnell Douglas DC-10 de Omni Air International en 2005

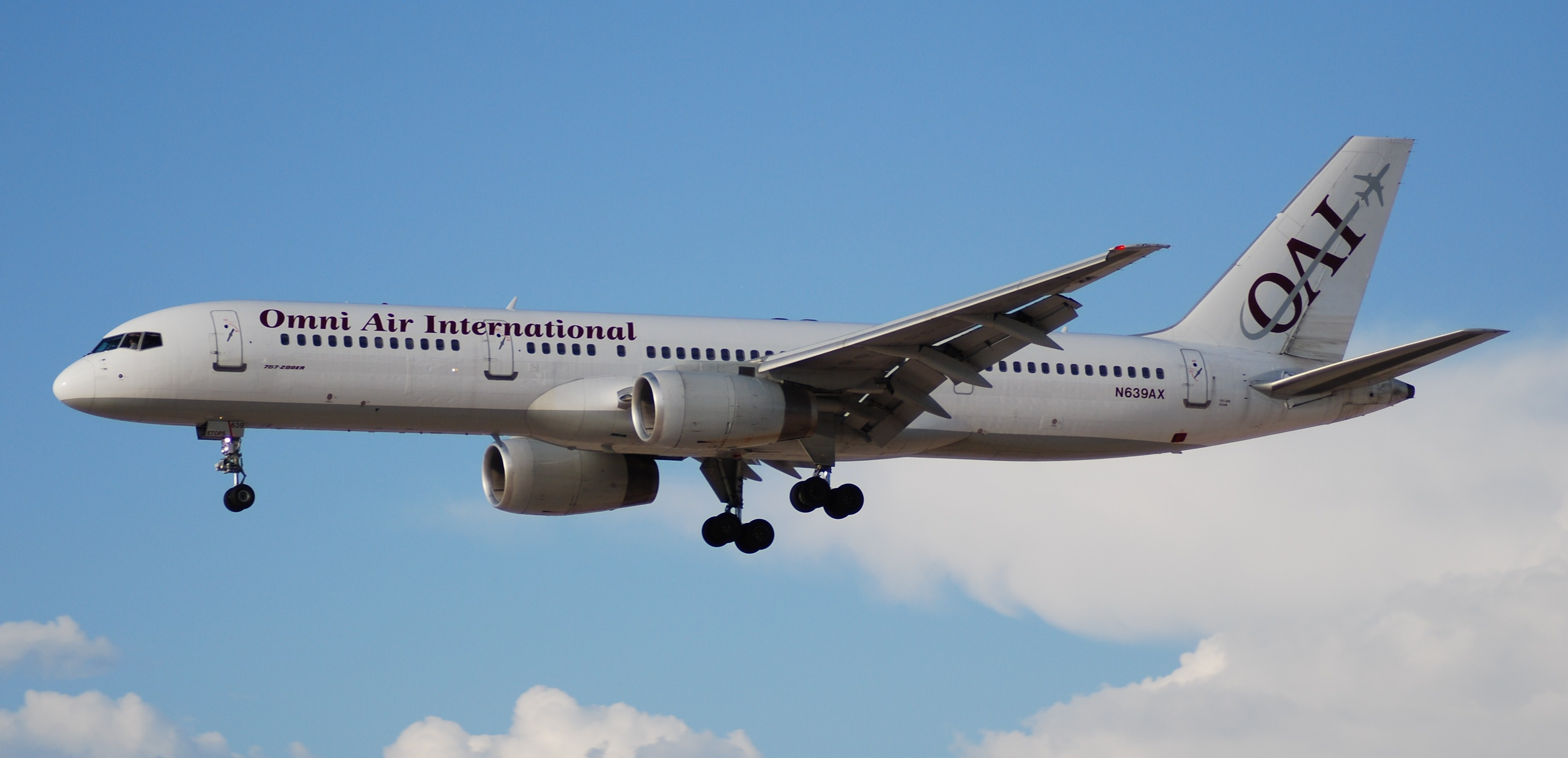
Un Boeing 757-200 de Omni Air International en 2008

La aerolínea fue fundada bajo el nombre de Omni Air Express y comenzó sus operaciones en marzo de 1993 con un avión de carga Boeing 727. Ese mismo año, Omni inició operaciones como transportista aéreo bajo la Parte 121 con aviones Boeing 727F en el mercado de carga de fuselaje estrecho. Entre sus clientes figuraban empresas de mensajería integradas como BAX Global, DHL, Emery Worldwide y UPS.
En 1997, la empresa cambió su nombre a Omni Air International y lanzó operaciones de pasajeros con aviones DC-10 (incluido el N270AX, el último DC-10 fabricado).
En 1998, la compañía vendió su flota de Boeing 727F para centrarse exclusivamente en el creciente negocio de transporte de pasajeros. Entre 1998 y 2000, adquirió tres McDonnell Douglas DC-10-30 de largo alcance de segunda mano y comenzó a ofrecer servicios chárter internacionales para mayoristas y líneas de cruceros, así como arrendamiento húmedo tipo ACMI para otras aerolíneas y para el Departamento de Defensa de los Estados Unidos.
En abril de 2003, se incorporó a la flota el Boeing 757-200 de pasajeros. La flota de 757-200 recibió autorización para operaciones de largo alcance sobre el agua (ETOPS). Los Boeing 757 operaban rutas vacacionales entre Las Vegas (LAS) y Honolulú (HNL) durante todo el año. También volaban entre Minneapolis/St. Paul (MSP) y Cancún (CUN), Cozumel (CZM), Mazatlán (MZT) e Ixtapa/Zihuatanejo (ZIH) en México, así como a Montego Bay, Jamaica (MBJ) durante todo el año, y entre Boston (BOS) y Aruba (AUA), Antillas Neerlandesas, de forma estacional.
Los Boeing 767-300ER se incorporaron a partir de agosto de 2009, y los Boeing 777-200ER comenzaron a operar en abril de 2011. Ese mismo año, también se añadió el Boeing 767-200ER a la flota. Los B-767 y los DC-10 se usaban en vuelos del Departamento de Defensa entre Estados Unidos y Kuwait (KWI), así como entre Estados Unidos y bases en África, Asia, Europa, Oriente Medio y Asia Central. Omni también ha operado vuelos de subservicio/arrendamiento húmedo para aerolíneas extranjeras de Canadá, Alemania, Irlanda, Polonia, Chipre, Arabia Saudita y Bolivia.
En 2011, Omni retiró de su flota los McDonnell Douglas DC-10 y recibió el registro de Auditoría de Seguridad Operacional de la IATA (IOSA). En 2012, también retiró los Boeing 757-200.
El 2 de octubre de 2018, Air Transport Services Group (ATSG) anunció que adquiriría Omni, sujeto a la aprobación regulatoria. El 9 de noviembre, ATSG completó la adquisición de Omni por 845 millones de dólares.
En septiembre de 2019, Omni ayudó en la repatriación de ciudadanos británicos tras el colapso de la aerolínea británica Thomas Cook Airlines. La Autoridad de Aviación Civil contrató a la aerolínea por orden del gobierno británico para operar vuelos de rescate y devolver a los pasajeros varados de Thomas Cook al Reino Unido.
En 2020, Omni Air recibió 67 millones de dólares en ayuda por la pandemia de coronavirus, así como un contrato por 77,65 millones de dólares con el Departamento de Defensa de la administración Trump para "servicios de transporte aéreo internacional chárter".
En agosto de 2021, el Presidente de los Estados Unidos Joe Biden activó la Civil Reserve Air Fleet, utilizando 18 aeronaves de seis aerolíneas comerciales para transportar evacuados de Afganistán desde estaciones intermedias en Oriente Medio y Europa. Según el Pentágono, la activación incluyó cuatro aeronaves de United Airlines, tres de American Airlines, Atlas Air, Delta Air Lines y Omni Air, y dos de Hawaiian Airlines.

## Flota

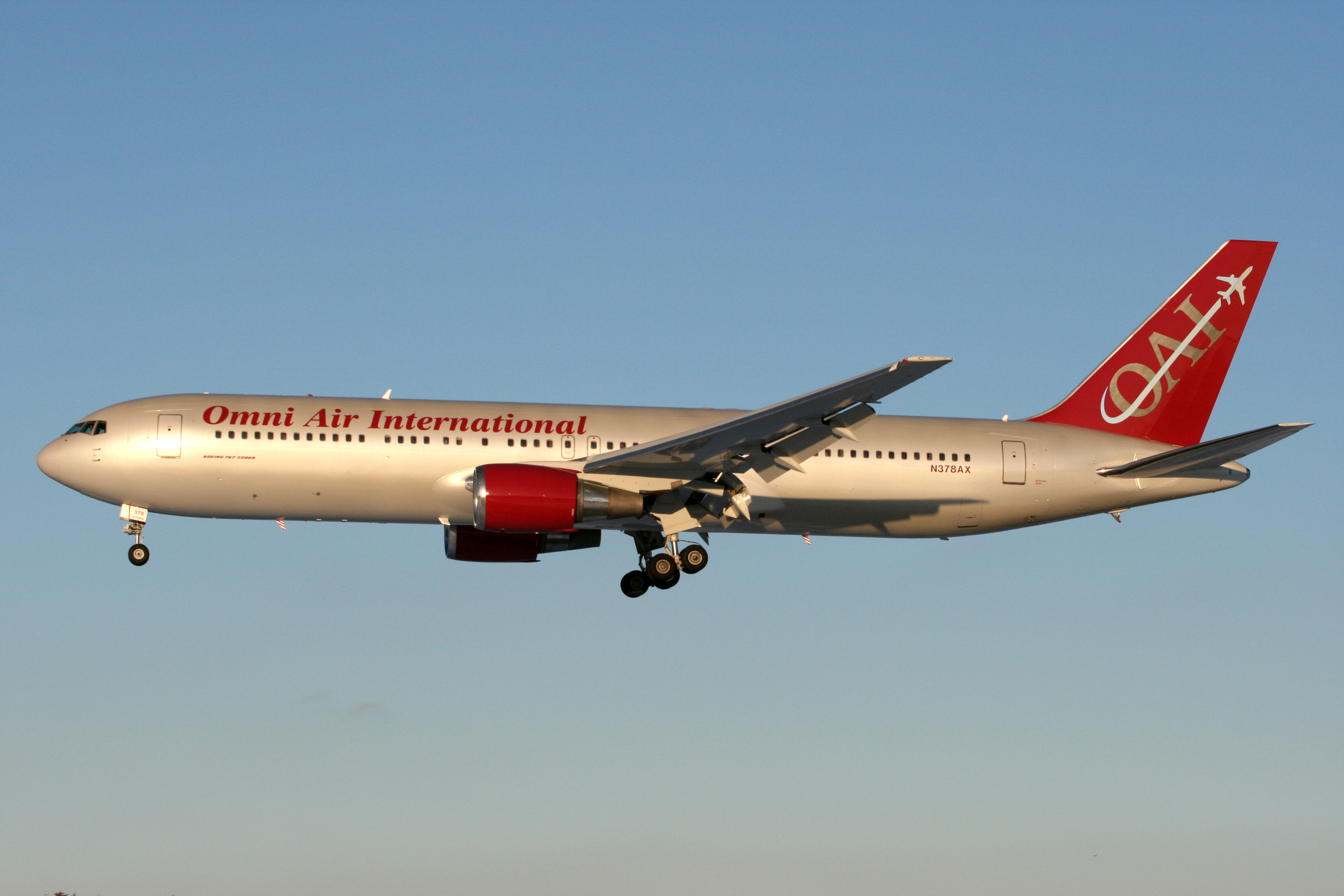
Boeing 767-300ER de Omni Air International

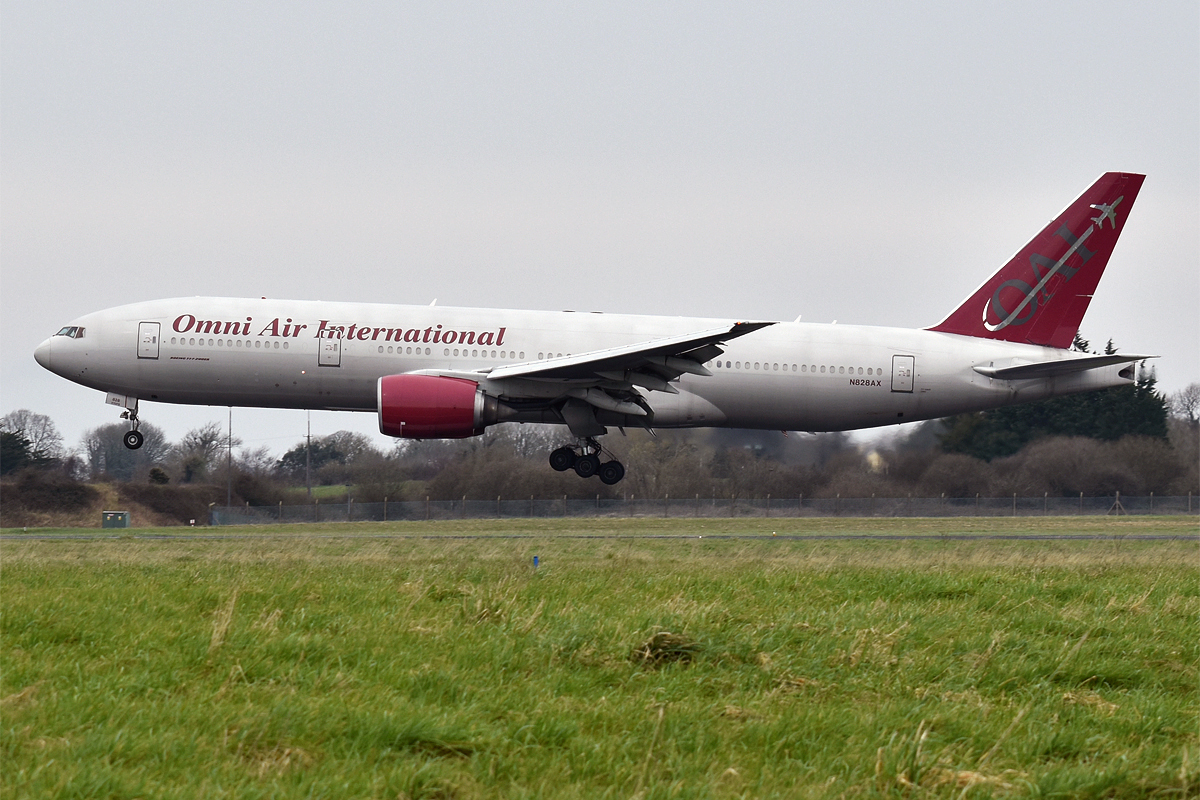
Boeing 777-200ER de Omni Air International

A junio de 2024, la flota de Omni Air International consiste en los siguientes aviones:
| Aeronave         | Total | Pedidos | Configuraciones de pasajeros | Configuraciones de pasajeros | Configuraciones de pasajeros | Notas                                                        |
| Aeronave         | Total | Pedidos | C                            | Y                            | Total                        | Notas                                                        |
| ---------------- | ----- | ------- | ---------------------------- | ---------------------------- | ---------------------------- | ------------------------------------------------------------ |
| Boeing 767-200ER | 3     | —       | 18                           | 195                          | 213                          |                                                              |
| Boeing 767-300ER | 9     | —       | 12                           | 193                          | 205                          | Incluye dos aeronaves propiedad de los New England Patriots. |
| Boeing 767-300ER | 9     | —       | 24                           | 224                          | 248                          | Incluye dos aeronaves propiedad de los New England Patriots. |
| Boeing 767-300ER | 9     | —       | 19                           | 222                          | 241                          | Incluye dos aeronaves propiedad de los New England Patriots. |
| Boeing 767-300ER | 9     | —       | 44                           | 203                          | 247                          | Incluye dos aeronaves propiedad de los New England Patriots. |
| Boeing 767-300ER | 9     | —       | 88                           | 0                            | 88                           | Incluye dos aeronaves propiedad de los New England Patriots. |
| Boeing 777-200ER | 3     | —       | 0                            | 381                          | 381                          |                                                              |
| Total            | 15    | —       |                              |                              |                              |                                                              |

## Accidentes e incidentes
El 28 de agosto de 2020, un Boeing 767 de Omni Air International (matrícula N423AX) realizaba un vuelo entre Kabul, Afganistán y Washington, Estados Unidos, con una escala programada para repostar en Bucarest, Rumanía. Durante el aterrizaje en la capital rumana, colapsó el tren de aterrizaje principal izquierdo de la aeronave. El avión se deslizó por la pista y se utilizaron toboganes de evacuación para que los 80 pasajeros pudieran salir sin sufrir heridas.